# Tuareger
Tuareg, Touareg, Tuareg-folket (entalsform: Targui) eller det blå folk er et nomadefolk, der er en del af berber-folket. Tuaregerne er udvandret fra det nordlige Afrika (formentlig fra Libyen) til Sahel-området omkring 400-tallet.
En stor del af befolkningen i Sahel-regionen betegner sig fortsat som tuareger, men efter at tuaregerne gennem de forløbne århundreder er blevet slægtmæssigt blandet med en lang række afrikanske folkeslag, så er det i etnografisk henseende ikke helt entydigt korrekt at opretholde en definition af tuaregerne som et egentlig etnisk homogent eller særegent folkeslag, men snarere en socialgruppe, der fortsat opretholder en lang række tuareg-traditioner, herunder fortsat taler tuareg-sproget. Tuaregerne er således fortsat i sprogmæssigt henseende en særegen eller homogen sproggruppe.
Tuaregerne er udover sproget karakteriseret ved at bære en blå eller indigofarvet beklædning, som også har givet dem navnet eller tilnavnet det blå folk.
Tuareger anvender skriftsproget tifinagh.